# Polemiosilis pontianakana
Polemiosilis pontianakana là một loài bọ cánh cứng trong họ Cantharidae. Loài này được Pic mô tả khoa học năm 1910.